# Leo Brom
Leo Hendrik Maria Brom (Utrecht, 30 mei 1896 - Arnhem, 6 januari 1965) was een Nederlands edelsmid en beeldhouwer.

## Leven en werk
Leo Brom was een zoon van edelsmid Jan Hendrik Brom (1860-1915) en Agatha de Charro. De familie was van katholieken huize en had een eigen zaak, aan de Drift in Utrecht, gespecialiseerd in het maken van edel- en siersmeedkunst voor de Rooms-Katholieke Kerk. Leo werd opgeleid aan de Sint-Lucasschool in Brussel en studeerde vervolgens als leerling van onder anderen Bart van Hove, Carel Dake en Jan Bronner aan de Rijksakademie van beeldende kunsten in Amsterdam. Leo en zijn broer Jan Eloy waren al jong actief voor Brom's Edelsmidse. In 1913 namen zij met hun vader deel aan de wereldtentoonstelling in Gent, de zestienjarige Leo toonde er zijn ontwerp voor een doopvont voor Naarden. 
Na het overlijden van hun vader vormden Leo en zijn broer in 1918 met hun moeder een commanditaire vennootschap en zetten de familiezaak voort. Ook zus Joanna en schoonzus Hildegard Brom-Fischer werkten in de familiezaak, zij hadden vanaf 1931 de dagelijkse leiding over het Sint-Bernulphushuis dat in 1924 door de broers in Amsterdam werd geopend. Van de twee broers was Jan Eloy vooral ontwerper, Leo hield zich meer bezig met de uitvoerende kant en beitelde, dreef en smeedde de werken. Vaak werkten zij samen, zoals aan het reliëf de De vier jaargetijden voor de Nieuw Amsterdam van de Holland-Amerika Lijn (1938), Hildegard maakte een geknoopt tapijt met dierenriemtekens, dat voor het ornament werd gelegd. Een ander gezamenlijk werk was het erezwaard voor generaal Dwight D. Eisenhower (1947), in opdracht van koningin Wilhelmina, waarvoor Joanna het emailleerwerk verzorgde. Eigen werken van Leo zijn onder andere een Heilig Hartbeeld (1929) voor Loosduinen en de Muze (1941) voor de Stadsschouwburg in Utrecht. Leo Brom trouwde in 1924 met de Duitse Carla Heckhausen (1892-1966). Zij kregen geen eigen kinderen, wel een pleegzoon die zich begin jaren 50 als edelsmid in Amerika vestigde.
Kantharos van Stevensweert
In 1950 kocht Leo Brom voor 125 gulden de kantharos van Stevensweert, deze zilveren beker was gevonden in 1943 in de Maas ter hoogte van Stevensweert. De conservator van het Nederlands Goud en Zilvermuseum had de beker onderzocht, maar zag er niet meer waarde in dan de zilverprijs van 75 gulden. Brom liet de beker zien aan archeoloog en oud-hoogleraar C.W. Vollgraff, die meende dat de kantharos een Grieks-Romeinse herkomst heeft en van onschatbare waarde was. In 1951 publiceerde Brom over het onderzoek. Drie jaar later spanden de oud-eigenaren een zaak aan die tot de Hoge Raad speelde. Zij vonden dat er sprake was van dwaling en wilden de koopovereenkomst laten vernietigen, omdat Brom op de hoogte moet zijn geweest van de waarde. De Hoge Raad bevestigde in 1959 het oordeel van het het hof, dat sprak van wederzijdse dwaling. Noch de koper, noch de verkoper zou op de hoogte geweest zijn van de uitzonderlijke waarde. De beker bleef in bezit van Leo Brom. In 1961 gaf hij de kantharos in bruikleen aan het Nijmeegs Museum G.M. Kam. Dat museum fuseerde in 1998 met de gemeentelijke Commanderie van Sint-Jan tot Museum Het Valkhof, waar het werk in de collectie is opgenomen.
De laatste jaren van Brom
Vanwege een teruglopende vraag naar religieuze kunst, zijn eigen gezondheid en het gebrek aan een opvolger, besloot Brom in 1961 de edelsmidse te sluiten. Hij wilde de zaak niet aan derden verkopen. Het laatste grote werk waar Brom met zijn medewerkers aan werkte was de restauratie van de 'Noodkist', het vergulde reliekschrijn van Sint-Servaas van Maastricht. Een koperen plaatje op de Noodkist (niet zichtbaar) vermeldt "Leo Brom van Utrecht heeft dit schrijn gerestaureerd en door dit zijn laatste werk heeft hij meerdere luister bijgezet aan het einde van zijn een eeuw oude werkplaats." In januari 1962 viel het afscheid van Brom samen met de overdracht van de kist aan het kerkbestuur van de Sint-Servaaskerk. Hij werd bij die gelegenheid benoemd tot officier in de Orde van Oranje-Nassau en ridder in de Orde van Sint-Gregorius de Grote. Het voormalig bedrijfspand aan de Drift werd verkocht aan de Utrechtse Universiteit. 
Leo Brom verhuisde met zijn vrouw naar verzorgingsflat De Valkenburcht in Oosterbeek. Hij overleed in 1965, op 68-jarige leeftijd, in het katholiek ziekenhuis in Arnhem en werd begraven op de Roomse begraafplaats Sint Barbara in Utrecht. Het jaar erop overleed zijn weduwe, naar wens van haar echtgenoot legateerde zij kunstwerken uit de nalatenschap van de familie Brom aan het Aartsbisschoppelijk Museum. Tot de collectie behoorde ook eigen werk van de familie, waaronder draag- en gedenkpenningen, liturgisch vaatwerk, het borstkruis en bisschopsring (1930) van Joannes Jansen en het dodenmasker (1955) van kardinaal Johannes de Jong.

## Enkele werken
- 1916 – vier waterspuwende draken en de acht leeuwenkoppen voor de Wstincfontein op de pandhof van de Dom van Utrecht. De fontein werd ontworpen door Jan Hendrik. Jan Eloy maakte het beeldje van Hugo Wstinc.
- 1929 – Heilig Hartbeeld bij de OLV Hemelvaartkerk in Loosduinen.
- 1933 – doopvont voor de Antonius Abtkerk in Scheveningen, samen met Jan Eloy. Het doopvont werd in 1938 doorverkocht aan de Heilig Hartkerk in Den Haag en staat sinds 1973 in de Sint-Nicolaaskerk in Sint Nicolaasga.[10]
- 1933 – beeld van Johannes de Doper voor de Sint-Jansbasiliek in Laren.
- 1936 – Christus Koning, in samenwerking met Jan Eloy gemaakt voor de St. Martinuskerk in Groningen. Na sloop van de kerk herplaatst op het R.K. Kerkhof.
- 1941 – Muze aan de Stadsschouwburg in Utrecht.
- 1952 – hoofdaltaar voor de Sint-Mattheüskerk in Joure.
- 1955 – bisschopsring en borstkruis voor Bernardus Alfrink.
- 1958 – wapenschilder voor het Kohnstammhuis in Amsterdam.

## Galerij

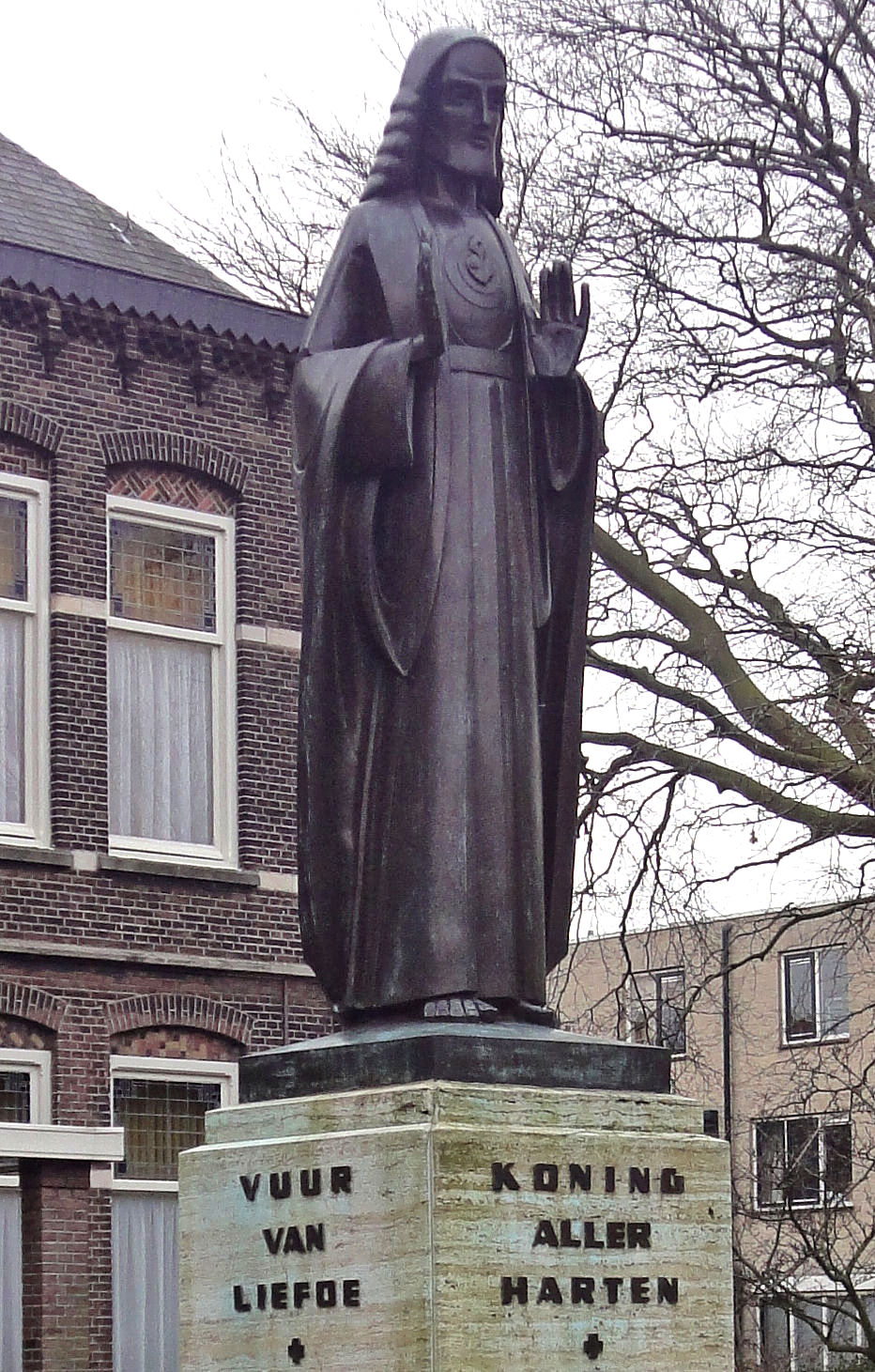
Heilig Hartbeeld (1929), Loosduinen
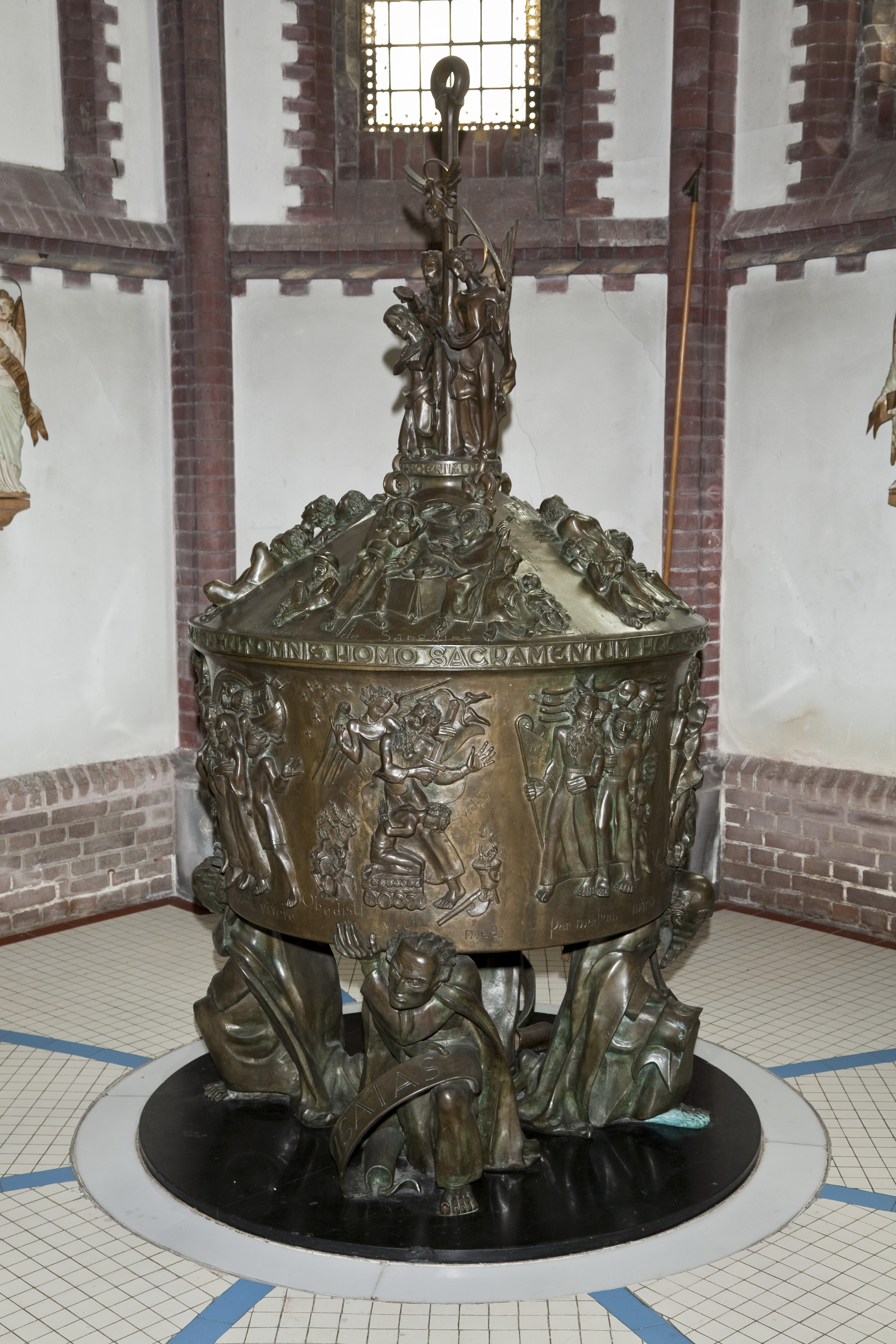
Doopvont (1932-1933), Sint Nicolaasga
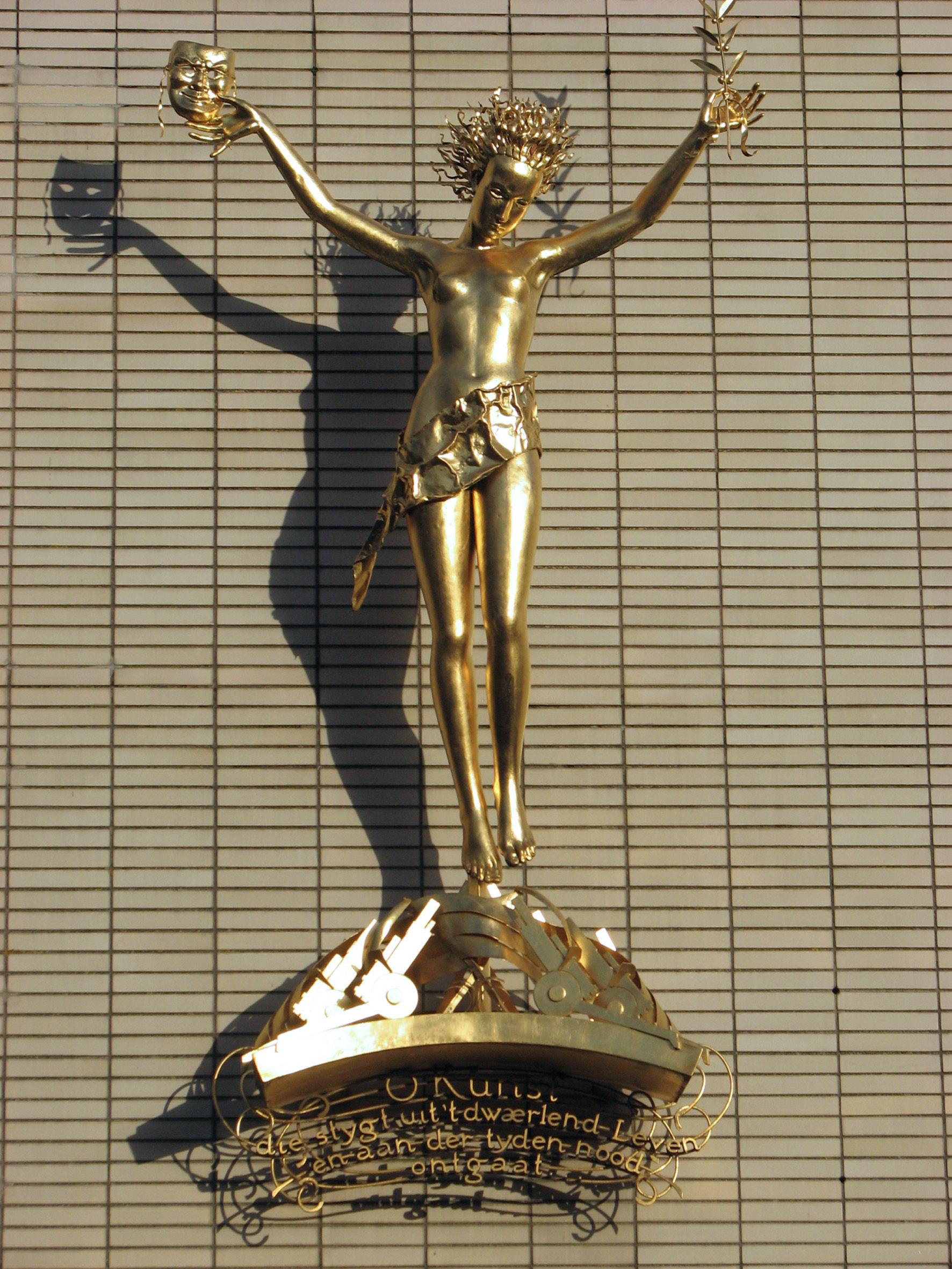
Muze (1941), Utrecht
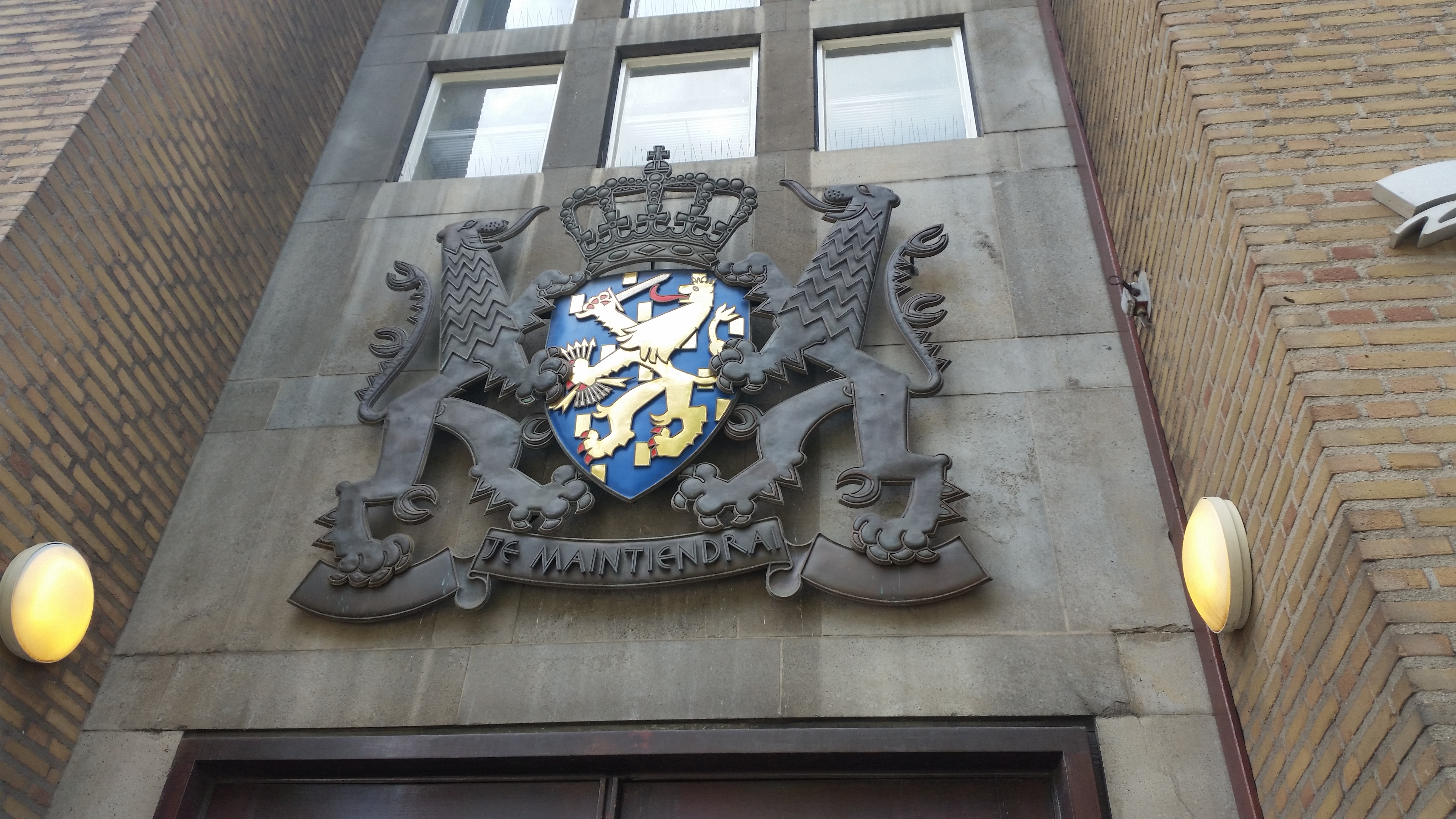
Een van de wapenschilden aan het Kohnstammhuis (1958), Amsterdam

- Biografisch Portaal: 99149697
- Library of Congress Control Number: n94068525
- Nationale Bibliotheek van Israël: 987007281192005171
- RKD-Nederlands Instituut voor Kunstgeschiedenis: 12908
- Système universitaire de documentation: 069763445
- Virtual International Authority File: 70623240